# みえ朝日インターチェンジ

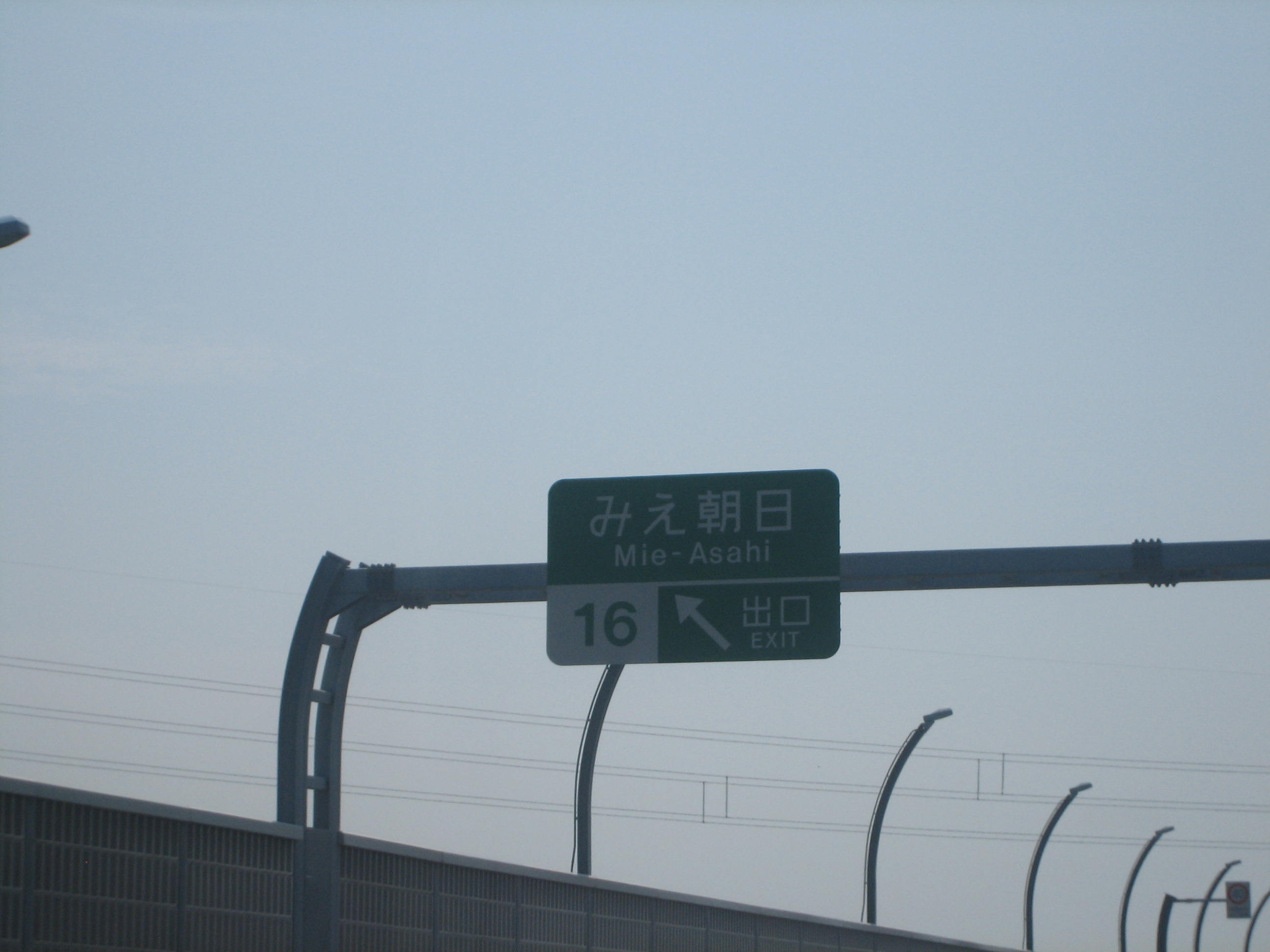
案内板

みえ朝日インターチェンジ（みえあさひインターチェンジ）は、三重県四日市市にある、伊勢湾岸自動車道のインターチェンジである。

## 概要
東名阪自動車道方面への入口と同方面からの出口のみをもつハーフICである。当ICから豊田JCT方面へは行けないため、隣りのみえ川越ICを利用する。
なお、このインターチェンジは三重郡朝日町に一部かかっている。IC名の由来は朝日町からであるが、北陸自動車道に朝日ICがあるため三重県の「みえ」が冠された。

## 接続する道路
- 三重県道66号四日市朝日線

## 料金所

### 入口
- ブース数：2
  - ETC/一般：1
  - 一般：1

### 出口
- ﾌﾞｰｽ数：2
  - ETC/一般：1
  - 一般：1

## 隣
E1A 伊勢湾岸自動車道
(15) みえ川越IC - (16) みえ朝日IC - (29-1) 四日市JCT